# Alois Alnoch von Edelstadt
Alois Alnoch von Edelstadt, ortografiat alternativ Allnoch, în maghiară Edelstadti Alnoch Alajos, (n. 22 septembrie 1799, Tolna, Țările Coroanei Sfântului Ștefan, Ungaria – d. 21 mai 1849, Buda, Imperiul Austriac) a fost un colonel austriac, care a îndeplinit funcția de aghiotant al comandantului militar imperial al cetății Buda, generalul Heinrich Hentzi. A rămas cunoscut pentru încercarea de aruncare în aer a Podului cu Lanțuri dintre Buda și Pesta în timpul Asediului Budei din mai 1849.

## Biografie
A fost fiul lui Franz Alnoch. A urmat studii la Academia Militară din Wiener Neustadt, pe care le-a absolvit în 1819 cu gradul de locotenent. În 1821 a participat la Campania de la Napoli cu Regimentul de Vânători Imperiali. A urcat treptat în ierarhia militară: locotenent major în Regimentul 36 Infanterie Palombini (18 martie 1828) și căpitan în aceeași unitate (23 ianuarie 1833), apoi maior în Regimentul 43 Infanterie Herbert (28 iulie 1838). La 22 mai 1846 a fost numit comandant al Regimentului 11 Infanterie Arhiducele Rainer și consilier militar al Consiliului de Stat din Dalmația. A fost avansat locotenent-colonel la 28 iunie 1848, iar la 10 martie 1849 a devenit colonel și a fost numit comandant al Regimentului 23 Infanterie Ceccopieri. A sosit la regiment cu doar câteva zile înainte de Asediul Budei, dar a găsit acolo numai un batalion. A respins cererea de predare formulată de revoluționarii maghiari, la fel cum a făcut și generalul-maior Hentzi, și a încercat să arunce în aer Podul cu Lanțuri, pierzându-și viața în cursul acestei acțiuni.
Din punctul de vedere austriac această acțiune a constituit un act de eroism, iar, prin urmare, împăratul Franz Joseph a oferit văduvei și celor patru copii ai colonelului titlul de baroni von Edelstadt.
Alois Alnoch von Edelstadt a fost înmormântat în cimitirul militar din Buda, iar deasupra mormântului a fost amplasat un monument simplu din marmură gri. A fost îngropat lângă cei 111 de militari austrieci care au murit apărând castelul Buda. Mormintele nu mai există astăzi (cimitirul se afla în cartierul Víziváros, care a fost demolat în 1902 pentru a face loc unor clădiri noi și mai frumoase), iar mormântul lui Alnoch purta potrivit ediției din cea de-a 22-a duminică a anului 1886 a ziarului Vasárnapi Ujság această inscripție: „Alois Alnoch, von Edelstadt, Oberst des 23-ten Infanterie-Regiments. Gefallen bei der Vertheitigung [sic!] von Ofen am 21-ten May 1849”; în traducere română: „Alois Alnoch, von Edelstadt, colonel al Regimentului 23 Infanterie. Căzut pentru apărarea Budei la 21 mai 1849.”

## Încercarea de aruncare în aer a Podului cu Lanțuri
Alnoch a discutat în mod repetat cu generalul maior Hentzi cum să producă cele mai mari pagube Podului cu Lanțuri, pentru a-l face impracticabil circulației. Generalul i-a ordonat să amplaseze explozibili sub pod de pe malul Budei până la primul pilon, cu excepția scheletului metalic și a niturilor. Colonelul Alnoch a procedat întocmai.
Potrivit indicației lui Hentzi a fost amplasată o ladă cu praf de pușcă la aproximativ 12 stânjeni de capătul dinspre Buda al podului, care urma să distrugă scheletul din fontă al podului. Canalul cu praf de pușcă ducea la primul pilon al podului.
Atunci când, în zorii zilei de 21 mai, trupele honvezilor au străpuns zidurile cetății Buda, colonelul Alnoch a trimis un pionier din Regimentul 23 Infanterie să aprindă praful de pușcă din canalul de sub Podul cu Lanțuri. Colonelul a urcat în vârful bastionului, așteptând să vadă cum sare în aer Podul cu Lanțuri. Pionierul a coborât la pod, dar colonelul a așteptat zadarnic producerea exploziei. În acest timp au intrat în castel primii honvezi, generalul Hentzi a fost rănit grav și a murit două zile mai târziu, iar locotenentul Kempka a murit în urma exploziei pulberăriei. Alnoch a decis el însuși să arunce podul în aer pentru a pune în aplicare hotărârea luată de comun acord cu generalul Hentzi, căreia i s-a opus ferm feldmareșalul Ludwig von Welden. Alnoch a fost urmărit de un soldat maghiar, dar colonelul s-a întors și l-a împușcat. Ajuns la pod a observat că există o breșă în canalul cu praf de pușcă, așa că praful de pușcă nu putea fi aprins de la distanță. A coborât la pod pentru a căuta locul din care poate fi aprins praful de pușcă și a găsit acel loc în apropierea lăzilor, la aproximativ trei pași de leul de piatră. Alnoch și-a scos trabucul din gură și l-a aruncat în canalul cu praf de pușcă, provocând o explozie asurzitoare. Cu toate acestea, explozia nu a produs podului pagube semnificative, rupând doar doisprezece traverse și îndoind mai multe șine de fier. Corpul lui Alnoch a fost distrus aproape în întregime, rămânând intactă doar mâna stângă, pe care se mai afla încă mănușa albă de ofițer.